# Zach Bryan
Zach Bryan, nato Zachary Lane Bryan (Okinawa, 2 aprile 1996), è un cantautore statunitense.
Nel corso della sua carriera è stato premiato con l'Academy of Country Music Award come nuovo artista maschile dell'anno e quattro Billboard Music Award. Bryan ad oggi ha venduto più di 38 milioni di dischi, di cui oltre 32,5 sono stati certificati dalla Recording Industry Association of America.

## Biografia
Nasce in Giappone mentre la sua famiglia era impegnata in una spedizione con la Marina militare statunitense, ma cresce in Oklahoma, a Oologah. Figlio di Dewayne Bryan e Annette DeAnn Mullen, ha una sorella, Mackenzie. Continuerà la tradizione di famiglia, diventando membro della sezione aerea della Marina statunitense, da cui viene poi congedato onorevolmente nel 2021 per potersi dedicare a tempo pieno alla musica.
Ha iniziato a pubblicare canzoni autoprodotte su YouTube a partire dal 2017 grazie all'aiuto di un amico. Nel 2019 ha reso disponibile il singolo di debutto Heading South, diventato virale e che ha anticipato l'uscita del suo primo disco DeAnn, dedicato alla madre defunta. Nel 2020 ha fatto seguito un secondo LP, Elizabeth, mentre nel 2021 ha fatto il suo debutto al Grand Ole Opry e ha firmato un contratto discografico con la Warner Records. Il suo primo album per la major, American Heartbreak, è uscito nel maggio 2022 e ha debuttato nella top five della Billboard 200, ottenendo il più grande debutto dell'anno per un album country. Da esso è stato estratto il singolo Something in the Orange, che si è classificato nella top ten della Billboard Hot 100.

## Vita privata
Si è sposato nel 2020 ma l'anno dopo il matrimonio è stato annullato.

## Discografia

### Album in studio
- 2019 – DeAnn
- 2020 – Elisabeth
- 2022 – American Heartbreak
- 2023 – Zach Bryan
- 2024 – The Great American Bar Scene

### Album dal vivo
- 2022 – All My Homies Hate Ticketmaster (Live from Red Rocks)

### EP
- 2020 – Quiet, Heavy Dreams
- 2022 – Summertime Blues

### Singoli
- 2019 – Heading South
- 2020 – Oklahoma City
- 2022 – From Austin
- 2022 – Highway Boys
- 2022 – Late July
- 2022 – Something in the Orange
- 2022 – Burn, Burn, Burn
- 2022 – Starved
- 2022 – The Greatest Day of My Life
- 2023 – Dawns (feat. Maggie Rogers)
- 2025 - Madeline